# Спарабара

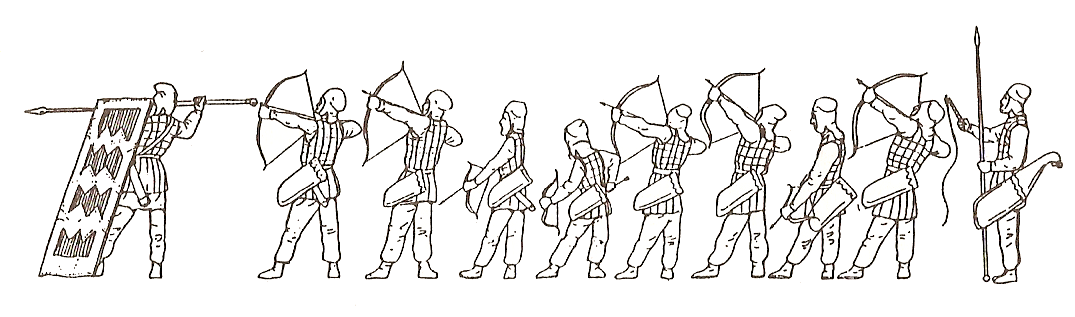
Персидский вариант спарабара: девять рядов лучников, защищенных одним рядом щитоносцев, вооруженных копьями.

Спарабара (мид. 𐎿𐎱𐎼𐎲𐎼 «щитоносцы»; др.-греч. σπαραβάραι) — передовая пехота Персидской империи Ахеменидов. Обычно они первыми вступали в рукопашную схватку с противником. Отряды спарабара формировали стену щитов и под её укрытием успешно использовали свои копья длиной в 6,6 футов (почти 2 м), защищая от врага более уязвимые войска (например, лучников). Термин «спарабара» также используется для обозначения комбинации из щитоносцев и лучников, находящихся под их защитой.
В ранней ассирийской армии использовалось тактическое построение из одного ряда лучников, защищённых одним рядом воинов со щитами. Персидское построение представляло собой модификацию этой схемы: девять рядов лучников защищались одним рядом щитоносцев (датапатиш). У персидских щитоносцев дополнительно имелись короткие копья для повышения боевой эффективности.

## Происхождение
Спарабары набирались из полноправных членов персидского общества, их с детства обучали быть солдатами, и в промежутках между походами в дальние страны они занимались охотой на обширных равнинах Персии. В периоды долгого мира спарабары возвращались к обычной жизни, занимались земледелием и пасли свои стада. В случае срочного призыва на поле боя в большинстве ситуаций им хватало боевых навыков для того, чтобы удерживать строй достаточно долго для успешной контратаки.

## Обмундирование, вооружение и тактика
Бронёй щитоносцам служили доспехи из стеганого льна и большие, но лёгкие прямоугольные плетёные щиты. Такая защита помогала спарабарам довольно успешно противостоять большинству других пехотинцев (включая обученные отряды с земель, окружающих владения Персидской империи). Правда, этой брони могло быть недостаточно против более тяжеловооруженных противников, таких как гоплиты, да и плетёные щиты в длительном ближнем бою также были менее эффективны, чем более прочные деревянные. На длинной дистанции копья спарабаров частенько проигрывали по дальности поражения копьям укреплённых фаланг - у тех длина копий достигала 1,8-2,7 м (5,9-8,9 фута). Однако в условиях толчеи на поле битвы более короткие копья спарабаров становились преимуществом, поскольку длинные копья гоплитов теряли свою эффективность в сомкнутых пехотных рядах и построениях. Позднее лучники-спарабары были переквалифицированы в бронированных солдат ближнего боя.
Предполагалось, что в бою спарабары будут задействованы совместно с персидской тяжелой кавалерией и с колесницами, которые будут атаковать с тыла. Примером неудачного применения кавалерии может служить битва при Марафоне, которая привела к катастрофическим для персидского войска последствиям.

## Внешние ссылки
- На Викискладе есть медиафайлы по теме Спарабара